# Kevin Hartley
Kevin William Hartley (30 januari 1934 – 22 december 2020) was een Australisch golfer die speelde in de periode van 1960 tot en met 1980. Hartley is nooit professional geworden, en besloot zich toe te leggen op het ontwerpen en verbeteren van golfbanen.

## Amateur
Gewonnen
- Riversdale Cup in 1958, 1963, 1964, 1965, 1967, 1968, 1971, 1976, 1977, 1978
- Australisch Amateur in 1958[2]

Teams
- Eisenhower Trophy in 1966 (gewonnen)

## Architect
Hartley heeft zich onder meer met de volgende banen beziggehouden:
Zijn ontwerpen
- Werribee Park Golf Club, 1976
- Beaconhills Golf Course, Lakes Course par 34
- Eagle Ridge Golf Course, 1989[2]

Renovaties
- Yarra Yarra Golf Club
- Commonwealth Golf Club in Melbourne